# Caledonia (Missisipi)
Caledonia – miasto w Stanach Zjednoczonych, w stanie Missisipi, w hrabstwie Lowndes.